# Лопотово (Лузький район)
Лопо́тово (рос. Лопотово) — присілок у складі Лузького району Кіровської області, Росія. Входить до складу Папуловського сільського поселення.
Населення становить 25 осіб (2010, 39 у 2002).
Національний склад станом на 2002 рік — росіяни 100 %.